# Nuklearni udarni presjek
Nuklearni udarni presjek je vrlo važan pojam iz nuklearne fizike, kojim se određuje iskoristljivost neke nuklearne reakcije ili vjerojatnost da dođe do sudara između neke ulazne elementarne čestice i atomske jezgre nekog atoma. Mjerna jedinica za nuklearni udarni presjek je 1 barn, a to iznosi 1 x 10-28 m2. Tako je na primjer nuklearni udarni presjek za uranij-235 i spore (termičke) neutrone 700 x 10-28 m2 ili 700 barna.

## Vjerojatnost nuklearnih reakcija
Dimenzije atomske jezgre su vrlo male i iznose oko 10-14 metara. Na primjer, od ukupnog obujma atoma uranija, atomska jezgra i elektroni zauzimaju samo 1/10 000 000 000 dio. Zato je razumljivo da samo mali dio čestica (projektila) može pogoditi jezgru. Ili drugi primjer, samo jedna od 300 000 alfa-čestica može pogoditi jezgru dušika ili da prođe u njegovoj blizini i da skrene sa svoje putanje, što se može utvrditi u Wilsonovoj komori. Iz toga proizlazi da je vjerojatnost nuklearnih reakcija vrlo mala. 
Nuklearna reakcija nastaje sudarom raznih čestica s jezgrama atoma na koje nailaze. Treba imati u vidu da iz snopa čestica, samo jedan dio čestica se sudara s jezgrama atoma, a ostali dio se apsorbira (upija), rasprši ili samo prođe bez sudara.

### Matematička definicija
Ako zamislimo kuglasti cilj (siva ispresječena linija) i snop elementarnih čestica (plave kuglice), koje lete brzinom v (crna strijelica) do cilja. Želimo znati koliko čestica udari u cilj u kratkom vremenu dt. Da bi se dogodilo, čestice trebaju biti u zelenom valjku, koji ima obujam = baza x visina. Baza ovog valjka je u stvari udarni presjek σ (crvena površina), a visina je put čestica u vremenu dt (put = v x dt):
{\displaystyle V=\sigma \,v\,dt}
Ako označimo n - broj čestica u jedinici obujma, onda ima n V čestica u obujmu V, koje vrše nuklearnu reakciju. Ako označimo r – iznos reakcija, onda dobivamo:
{\displaystyle r\,dt=n\,V=n\,\sigma \,v\,dt}
Ako znamo da protok neutrona iznosi Φ = n v:
{\displaystyle r=\sigma \,\Phi }
Ako znamo da nije samo jedan cilj nuklearnih reakcija, već ima N reakcija po jedinici obujma, onda dobivamo ukupan iznos reakcija:
{\displaystyle R=N\,r=N\,\Phi \,\sigma }
Ako je polumjer atomske jezgre reda veličine 10-14 m, onda je udarni presjek reda veličine 10-28 m2, od čega je i izašla definicija 1 barna. Pokusi su pokazali da veličina udarnog presjeka se znatno mijenja, pa tako za spore neutrone u nekim slučajevima je i preko 1000 barna, a udarni presjek gama-čestica može biti i 0,001 barna.

### Ovisnost nuklearnog udarnog presjeka o temperaturi
Nuklearni udarni presjek se obično mjeri na 20 °C. Da bi se izračunao udarni presjek na nekoj temperaturi, treba upotrijebiti formulu:
{\displaystyle \sigma =\sigma _{0}\,\left({\frac {T_{0}}{T}}\right)^{\frac {1}{2}}}
gdje je: σ -  nuklearni udarni presjek na temperaturi T i σ0 -  nuklearni udarni presjek na temperaturi T0 (T i T0 u Kelvinima).